# Juan Manuel Iturbe
Juan Manuel Iturbe Arévalos (Buenos Aires, 4 de junho de 1993) é um futebolista argentino naturalizado paraguaio que atua como ponta-direita. Atualmente joga pelo Cerro Porteño.

## Carreira
Nascido na Argentina, Iturbe é filho de pais paraguaios possuindo também esta nacionalidade. Começou a atuar em 2005 nas divisões de base dos modestos clubes Universal e Trinidense, chamando a atenção da mais popular equipe do país, o Cerro Porteño, para onde foi em 2007 e lá iniciou sua carreira profissional. Em 2009, conquistou o Campeonato Paraguaio (Apertura). Em 2011, conseguiu destaque internacional com suas atuações na Seleção Argentina no Sul-Americano Sub-20, onde obteve o terceiro lugar e, pelo Cerro Porteño, na Copa Libertadores da América, alcançando o quarto lugar. Essas atuações acabaram levando-o ao Porto por 1,5 milhões de euros.
Em dezembro de 2012 foi cedido por empréstimo ao River Plate, da Argentina. Depois de não conseguir convencer nem em atuações pelo time B do Porto, Iturbe teve a chance de mostrar que podia ser o "novo Lionel Messi" em gramados sul-americanos.
No dia 16 de julho de 2014, por 22 milhões de euros, assinou um contrato com a Roma até 30 de julho de 2019.
Após passagem irregular pela equipe italiana, no dia 1 de janeiro de 2016 foi oficializado como jogador do Bournemouth até final da temporada, vindo por empréstimo da Roma.
Sem muito espaço na Roma, Iturbe foi novamente emprestado por uma temporada, dessa vez para o Torino. Após passar a temporada no Torino, foi emprestado para o clube mexicano Tijuana  até finalmente assinar em 2018 com o Pumas por 2 temporadas. 
Em 2021, assinou contrato com o Aris, time grego com o qual permaneceu por duas temporadas e marcando apenas 8 gols em 77 jogos. Com o fim do contrato do mesmo em 2023, assinou com o Grêmio por apenas uma temporada, com possibilidade de extensão do contrato por mais um ano. 

## Seleção Nacional
Possuidor de dupla nacionalidade, poderia defender a Seleção Argentina ou a Seleção Paraguaia. O treinador desta última, Ramón Díaz, que já fora seu treinador em seu período no River Plate, o convenceu a defendê-la. Estreou pela Seleção Paraguaia principal no dia 29 de março de 2016, em partida contra o Brasil válida pelas Eliminatórias da Copa do Mundo de 2018, substituindo Darío Lezcano.

## Títulos
Cerro Porteño
- Campeonato Paraguaio: 2009

Porto
- Campeonato Português: 2011–12 e 2012–13